# Сардински зикурат
Монте д’Акоди (на италиански: Monte d’Accoddi – Хълм на Акоди) е мястото на уникален мегалитен градеж, открит на остров Сардиния.
Предполагало се, че под хълма се намират останки от нураг, но разкопки в средата на 20 век откриват там строеж във формата на зикурат. Съграждан е през втората половина на 4 хил. пр.н.е. Служел е за ритуални цели до първата половина на 3 хил. пр.н.е. Местните култури са поддържали връзка с минойски Крит.
По настоящем той е в близост до град Сасари, на 11 км от пътя на Порто-Торес.